# Dyckia lenheiro
Dyckia lenheiro là một loài thực vật có hoa trong họ Bromeliaceae. Loài này được ined. mô tả khoa học đầu tiên.